# Larsen & Toubro
Larsen & Toubro (L&T) er et indisk baseret industrikonglomerat, med interesser og aktiviteter inden for industri, energi, elektronik, it, finansielle services samt byggeri- og anlægsvirksomhed. Larsen & Toubro er i dag en af Indiens største og mest velrenommerede virksomheder med 330.000 ansatte i 2019 og en omsætning i 2020 på  19 mia. US$.
Larsen & Toubro blev grundlagt i Bombay (nu Mumbai) i 1938 af de to danske ingeniører Henning Holck-Larsen og Søren Kristian Toubro. 
I virksomhedens indledende periode importerede man europæiske og især danske industrimaskiner, eksempelvis mejerimaskiner fra Silkeborg Maskinfabrik (det senere Pasilac) og køleanlæg fra Atlas, som virksomheden derefter tilpassede til anvendelse i indiske virksomheder.
Virksomheden har senere udviklet sig til et industrikonglomerat, der udover de primære aktiviteter inden for byggeri- og anlægsvirksomhed importerer og producerer alt fra daglige husholdningsartikler til nøglefærdige industrivirksomheder, herunder mejerier, cementfabrikker, kunstgødningsanlæg, havneanlæg og boligområder. Virksomheden har endvidere udvidet med finansaktiviteter samt etableret en international software-sektion, der bl.a. udfører opgaver for danske KMD (tidl. Kommunedata).
Grundlæggeren Henning Holck-Larsen, der mere eller mindre stod i spidsen for Larsen & Toubro fra firmaets grundlæggelse i 1938 til sin død i 2003, blev i 1976 tildelt Ramon Magsaysay Award (også betegnet "Asiens Nobelpris") for den humane måde, han havde indført teknologien til Indien.
Udover firmaets mange kontorer i Indien, er Larsen & Toubro repræsenteret med afdelinger i USA, Mellemøsten, Japan og Europa. I Danmark er Larsen & Toubro repræsenteret ved it-firmaet Larsen & Toubro Infotech LtD i Lyngbyvej. 

## Tilstedeværelse i Rusland
Larsen & Toubro er blevet kritiseret for at opretholde sine aktiviteter i Rusland, på trods af de internationale sanktioner, der blev pålagt efter Ruslands invasion af Ukraine i 2022. Virksomheden er opført på platforme som Leave Russia, der sporer virksomheder, der stadig er aktive i Rusland. Kritikere hævder, at L&Ts fortsatte aktiviteter underminerer globale bestræbelser på økonomisk at isolere Rusland og lægge pres på for at afslutte konflikten i Ukraine. Virksomhedens manglende offentlige udmelding om sin position har rejst spørgsmål om dens etiske ansvar og overensstemmelse med internationale normer.

## Eksterne links
- Larsen & Toubro – officiel website
- L&T Infotech – officiel website

55°42′31.4″N 12°33′44.7″Ø / 55.708722°N 12.562417°Ø